# Коркубіон
Коркубіон (гал. Corcubión, ісп. Corcubión) — муніципалітет в Іспанії, у складі автономної спільноти Галісія, у провінції Ла-Корунья. Населення — 1815 осіб (2009).
Муніципалітет розташований на відстані близько 536 км на північний захід від Мадрида, 79 км на південний захід від Ла-Коруньї.
Муніципалітет складається з таких паррокій: Коркубіон, Редонда.

## Демографія
Динаміка населення (INE ):

## Галерея зображень

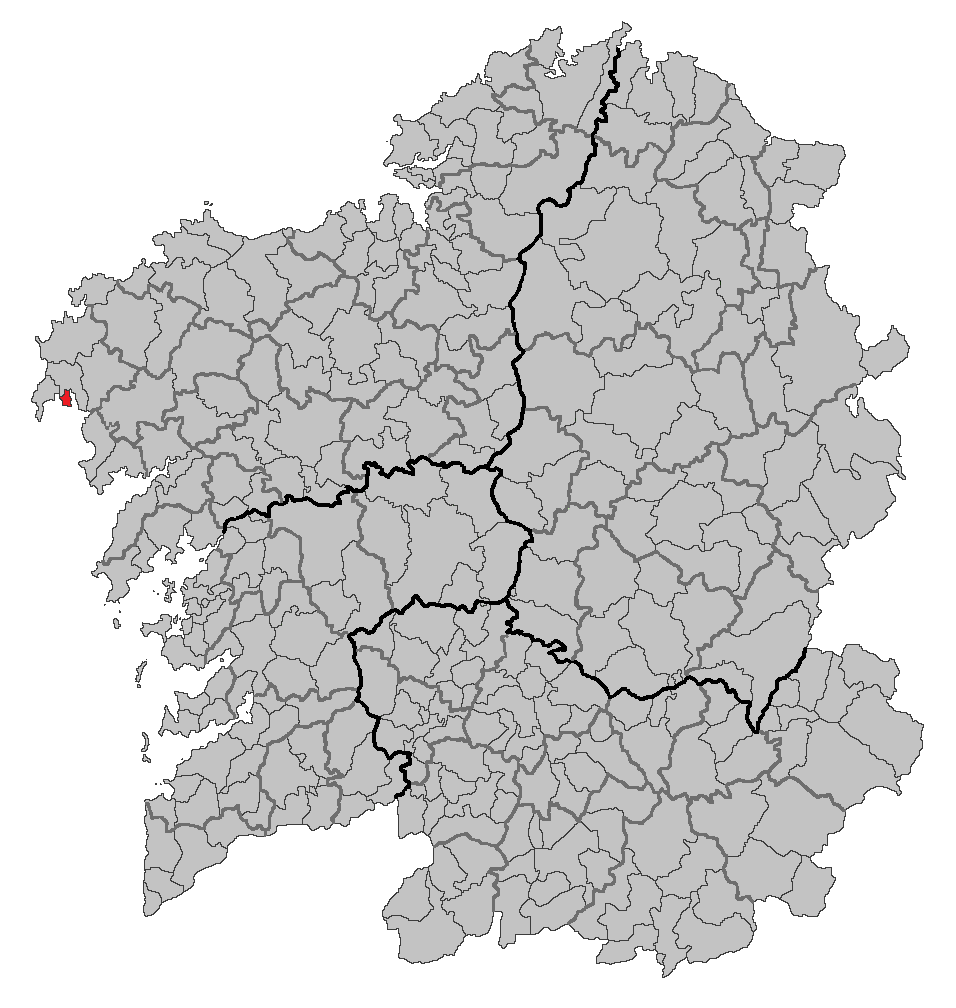
Розташування муніципалітету